# Citroën C3 Aircross (Brazylia)
Citroën C3 Aircross – samochód osobowy typu crossover klasy aut miejskich produkowany w latach 2010−2021 przez francuską markę Citroën.

## Historia i opis modelu

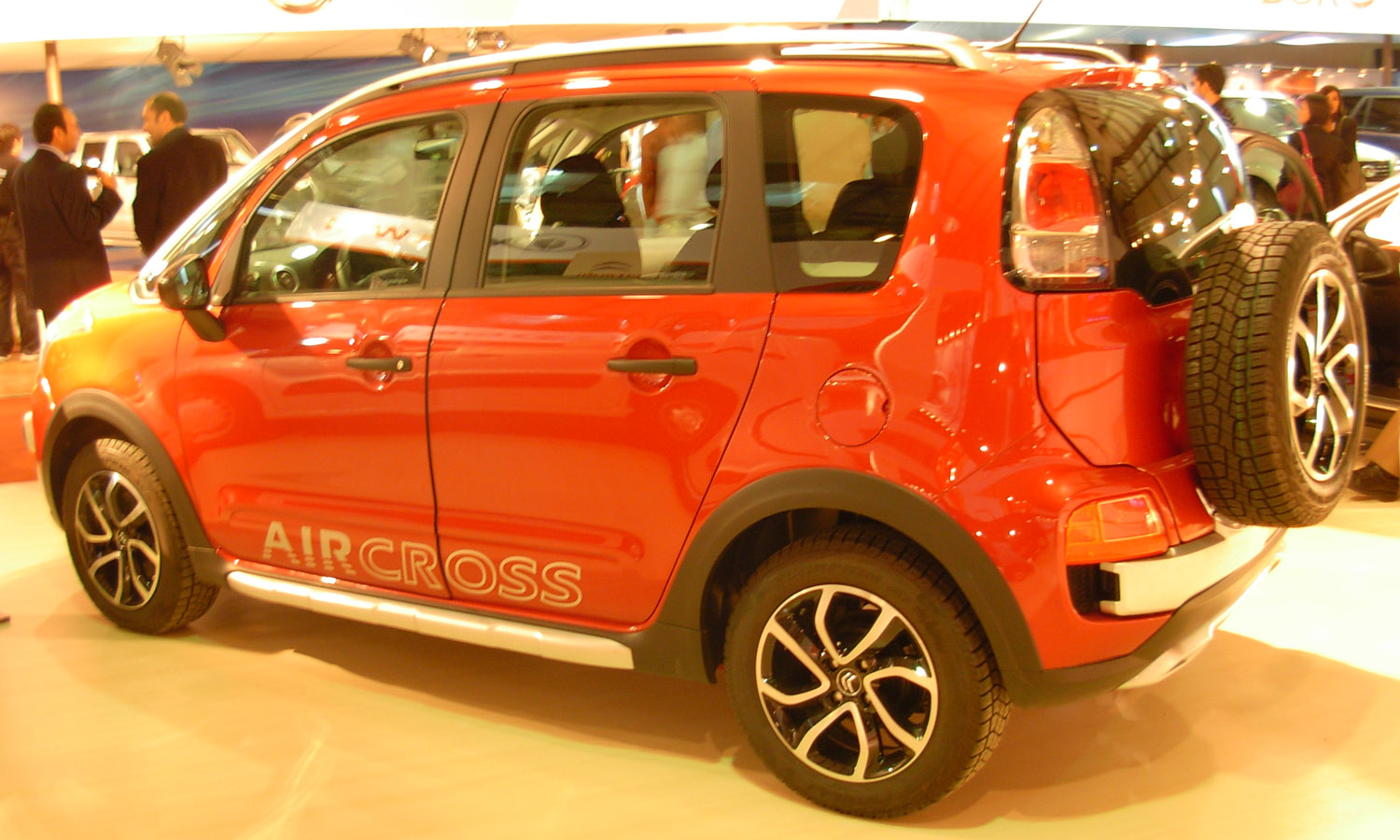
Citroën C3 Aircross - tył

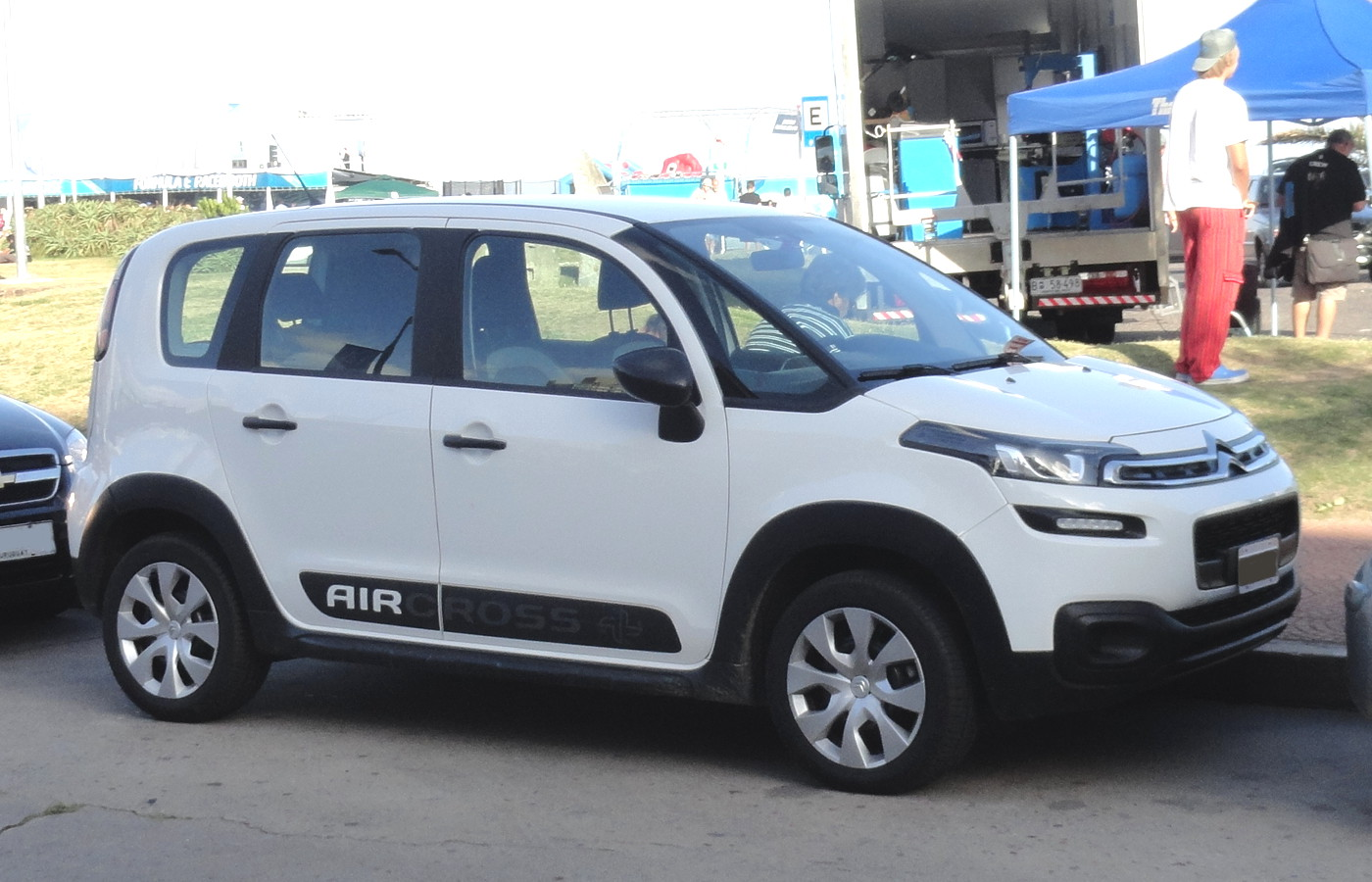
Citroën Aircross po liftingu

Po raz pierwszy nazwę C3 Aircross zastosował brazylijski oddział koncernu PSA w 2010 roku, który przy okazji rozpoczęcia produkcji miejskiego minivana C3 Picasso w fabryce w Porto Real opracował dodatkową, uterenowioną wersję. Tego typu wariacje na temat samochodów osobowych są w Brazylii bardzo popularne, jednak Citroen do Brazil poszedł o krok dalej. Samochód zyskując wyższy prześwit, dodatkowe nakładki na karoserię, koło zapasowe na klapie i zmienione wymiary nadwozia ze specjalnej odmiany minivana stał się pełnoprawnym miejskim crossoverem.
Premiera samochodu miała miejsce latem 2010 roku, a produkcja w lokalnych zakładach ruszyła chwilę potem w sierpniu tego samego roku. C3 Aircross pierwszej generacji oferowany był na większości rynków Ameryki Południowej, a PSA nie wiązało wtedy żadnych planów z wprowadzeniem tego modelu do Europy. Samochód m.in. na rynku brazylijskim napędzany był silnikiem na bioetanol i oferowany był jedynie z dwoma wariantami manualnej skrzyni biegów.
W drugiej połowie 2015 roku zaprezentowano samochód po gruntownej modernizacji - pojawił się nowy pas przedni z wąskimi reflektorami i nowym grillem, a z tylnej klapy zniknęło charakterystyczne koło zapasowe. Wówczas zmieniono też nazwę na po prostu Citroën Aircross.
W październiku 2019 roku pojawiły się informacje, że Aircross będzie produkowany w Brazylii jeszcze do 2021 roku. Wtedy to zostanie przedstawiony zupełnie nowy model opracowany ponownie specjalnie z myślą o Ameryce Południowej.